# Nectaropetalum evrardii
Nectaropetalum evrardii är en tvåhjärtbladig växtart som beskrevs av Paul Rodolphe Joseph Bamps. Nectaropetalum evrardii ingår i släktet Nectaropetalum och familjen Erythroxylaceae. Inga underarter finns listade i Catalogue of Life.